# Joaquín Jovellar Soler
Joaquín Jovellar Soler, o Jover (Palma de Mallorca, 28 de diciembre de 1819-Madrid, 16 de abril de 1892) fue un militar y político español, presidente del gobierno de España en 1875, capitán general de Cuba (1872-1874; 1876) y capitán general de Filipinas (1883-1885). 

## Biografía
Nacido en Palma de Mallorca el 28 de diciembre de 1819, inició su carrera militar durante la Primera Guerra Carlista, y casi toda la década de 1840 estuvo destinado en Cuba. En 1859 fue secretario de campaña del general Leopoldo O'Donnell en la guerra Marruecos, participando en algunas operaciones militares, entre ellas la batalla de Wad-Ras, donde fue herido el 23 de marzo de 1860. En 1863 recibió el ascenso a brigadier y al año siguiente se le nombró subsecretario del Ministerio de la Guerra. En junio de 1866 resultó nuevamente herido al combatir a la sublevación progresista de los sargentos del cuartel madrileño de San Gil, promovida por el general Juan Prim. No obstante, el hecho de que el gobierno le relegara a continuación incidió notablemente en su ánimo, adhiriéndose a la revolución de 1868, que destronó a Isabel II.
En 1871 es nombrado senador por la provincia de Huesca, convirtiéndose más tarde en senador vitalicio (1878-1891).
Tres años más tarde fue ascendido a teniente general y en el transcurso del año 1873 el presidente de la I República, Emilio Castelar, le nombró capitán general de Cuba. Desde ese puesto tuvo que hacer frente a la delicada crisis del denominado asunto del Virginius. A su regreso a España, el 28 de septiembre de 1874 fue designado general en jefe del Ejército del Centro, en sustitución de Manuel Pavía, con el que se sumó a los preparativos del pronunciamiento de Sagunto encabezado por el general Arsenio Martínez Campos para restablecer en el trono a la Casa de Borbón.
Desempeñó por primera vez el cargo de ministro de la Guerra en el primer gobierno presidido por el conservador Antonio Cánovas del Castillo, entre diciembre de 1874 y septiembre de 1875, y además recibió el ascenso a capitán general. Posteriormente fue designado presidente del gobierno que, desde septiembre hasta diciembre de 1875, debía gestionar la celebración de las elecciones para formar las Cortes Constituyentes de la Restauración, y en el cual de nuevo desempeñó el cargo de ministro de la Guerra. Cánovas le conservó como ministro del mismo ramo en el siguiente gobierno y pocos días después fue nombrado otra vez capitán general de Cuba, puesto en el que permanecería entre enero y octubre de 1876. Años después fue designado capitán general de Filipinas en 1883. A su vuelta a la península en 1885, ocupó una vez más la cartera de Guerra (1885-1886), bajo el primer gobierno de la regencia de María Cristina de Habsburgo-Lorena, encabezado por el liberal Práxedes Mateo Sagasta.
Murió a los setenta y dos años de edad.